# Cappella della Madonna di Loreto (Varallo)
La cappella della Madonna di Loreto si erge in posizione isolata a metà strada tra la frazione di Roccapietra e l'abitato di Varallo. Essa riveste un particolare interesse artistico per la eleganza della sua architettura rinascimentale e per l'ampio apparato decorativo esterno ed interno. Alcune di tali decorazioni sono opera di Gaudenzio Ferrari eseguite tra il 1514 ed il 1521.

## Il profilo artistico
Alla prima rustica costruzione della cappella (XV secolo) è stato aggiunto, all'inizio del Cinquecento, un elegante loggiato di foggia rinascimentale: Giovanni Testori ha avanzato l'ipotesi che l'architetto possa esser stato lo stesso Gaudenzio Ferrari, impegnato in quegli anni nei lavori al Sacro Monte di Varallo.
I dipinti che ricoprono l'esterno, assieme alle eleganti geometrie del loggiato, conferiscono alla cappella - posta in mezzo al verde di prati e di boschi che le fanno da sfondo – una immagine di grande suggestione.

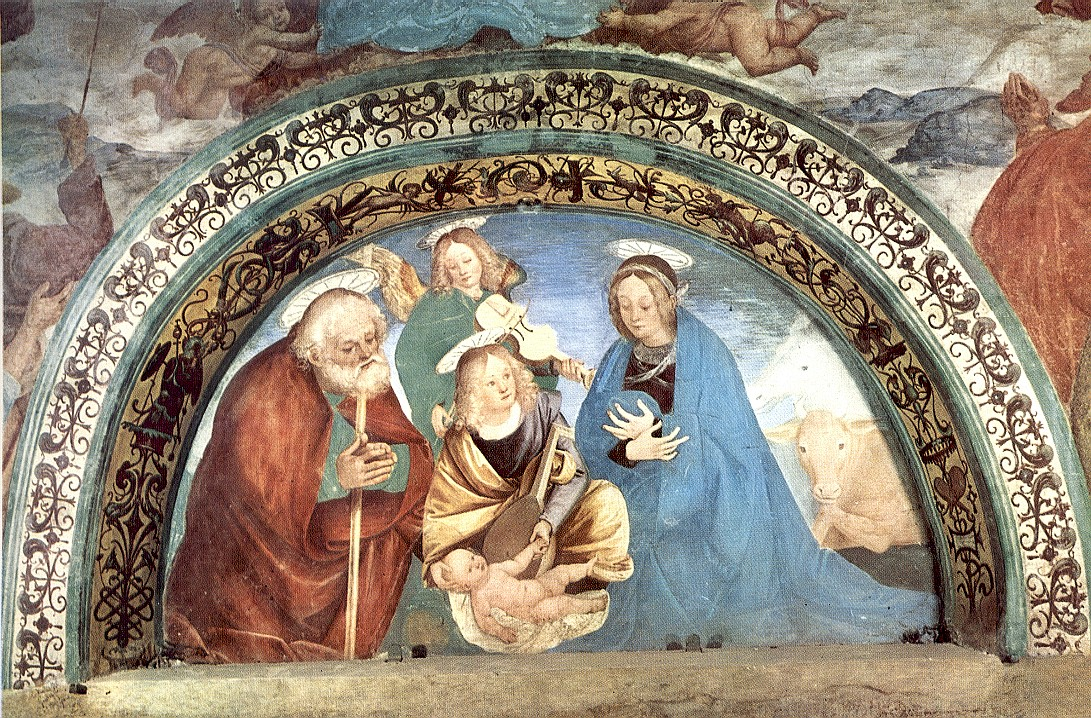
Gaudenzio Ferrari, Natività, affresco, ca 1515, lunetta sulla porta della cappella

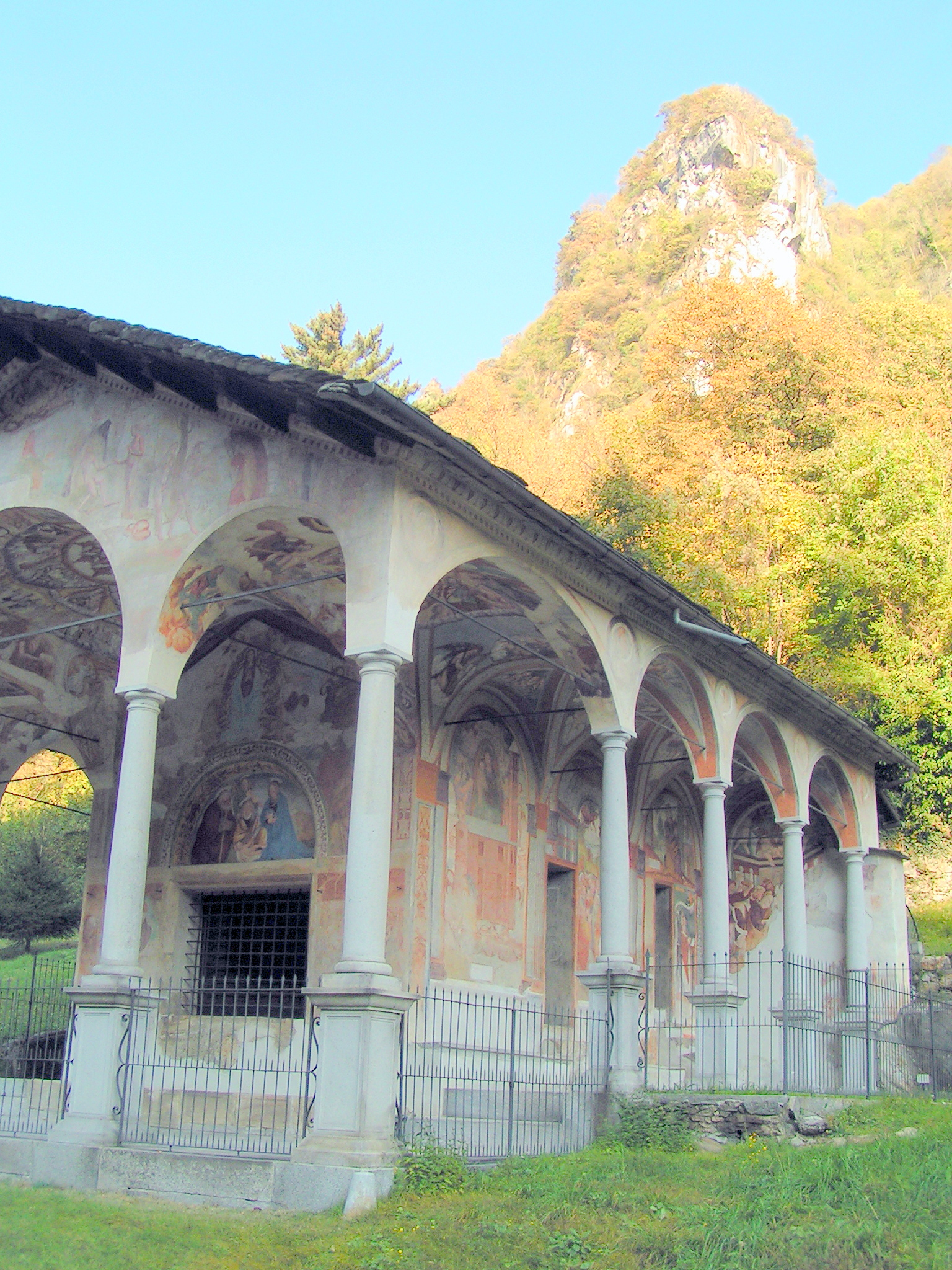
Cappella lato est

Nella lunetta posta al di sopra della porta di ingresso troviamo una prima opera di Gaudenzio Ferrari: si tratta di una toccante Natività con Giuseppe e Maria in atto di commossa adorazione, mentre – con iconografia inconsueta - il Bambino sembra divertito dalle carezze di un Angelo musicante.
Attorno alla lunetta – parzialmente recuperati dai restauri – troviamo una Assunta con Angeli ed i dodici Apostoli opere di pittori del novarese che tentano di porsi nella scia di Gaudenzio. Troviamo altri affreschi nelle volte del loggiato: si tratta di brani di Paradiso, Inferno e Purgatorio, ed ancora belle scene della Vita della Vergine dubitativamente attribuite a Giulio Cesare Luini, allievo di Ferrari,  attivo anch'egli nei lavori al Sacro Monte.
All'interno della cappella troviamo, affrescate sulla volta, bellissime figure di Angeli reggigloria, in stretta affinità con lo stile del pittore di Valduggia.
Sulle pareti altre scene della Vita della Vergine, eseguite nel 1542 da Giulio Cesare Luini. 
Al di sopra dell'altare troviamo l'opera più suggestiva della cappella, dovuta alla mano di Gaudenzio: si tratta delle figure, eseguiti a fresco, di un soave Angelo annunziante e di una umilissima Vergine annunziata; tra esse è collocata la statua di una Madonna del Latte, in terracotta policroma.
Sulla Madonna del Latte conviene riportare le parole di Giovanni Testori che, in occasione di un restauro effettuato del 1959, ha dedicato un saggio alla cappella.
(G. Testori, Gaudenzio alle porte di Varallo, 1960)